# Минаванд, Мердад
Мердад Минаванд (перс. مهرداد میناوند‎; 30 ноября 1975, Тегеран — 27 января 2021, Тегеран) — иранский футболист, полузащитник сборной Ирана. Выступал за многие иранские клубы, в частности, за клуб «Персеполис», также успел поиграть в Европе, в клубах «Штурм» и «Шарлеруа».

## Клубная карьера
Во взрослом футболе дебютировал в 1994 году выступлениями за команду «ПАС».
В 1995 году он перебрался в клуб «Персеполис». С ним он добился первых успехов. В 1996 году впервые в карьере он стал чемпионом Ирана, а в 1997 году защитил чемпионство с этим клубом.
Летом 1998 года, после окончания сезона в Иране и чемпионата мира во Франции, Минаванд отправился в Европу и стал игроком австрийского клуба «Штурм». В сезоне 1998/99 он появился в 17 матчах и стал чемпионом Австрии. Также он играл на групповой стадии Лиги чемпионов. В 2000 году он стал вице-чемпионом страны, а в 2001 году занял 4-е место в Бундеслиге. Всего за австрийскую команду он сыграл 67 матчей в чемпионате и забил один гол.
Летом он отправился в бельгийский «Шарлеруа», но в чемпионате Бельгии он сыграл всего два матча, а в начале 2002 года вернулся на родину.
Следующим клубом в карьере снова стал «Персеполис», и в сезоне 2001/02 он вместе с ним выиграл еще один национальный чемпионат. Затем он уехал в «Аш-Шабаб» из ОАЭ и в течение года играл в Футбольной лиге ОАЭ. В 2003 году вернулся в «Персеполис», а в 2004 году переехал в «Сепахан». Год спустя он играл в другой тегеранской команде, «Рах Ахан», в которой закончил свою карьеру в 2006 году.

## Выступления за сборную
В 1996 году дебютировал в официальных матчах в составе национальной сборной Ирана. В течение карьеры в сборной, провёл 67 матчей, забив четыре гола.
В составе сборной был участником Кубка Азии 1996 в ОАЭ, на котором команда завоевала бронзовые медали, Кубка Азии 2000 в Ливане и чемпионата мира 1998 года во Франции.
На чемпионате мира он принял участие во всех трёх играх против Югославии, США и Германии.

## Смерть
21 января 2021 года Минаванд был госпитализирован в Тегеране в связи с заражением коронавирусной инфекцией. Спустя шесть дней, 27 января, он скончался на 46-м году жизни.

## Статистика
| Клуб             | Сезон            | Чепмионат              | Чепмионат | Чепмионат | Кубок | Кубок | Континент | Континент | Другое | Другое | Итого | Итого | Примечания |
| Клуб             | Сезон            | Лига                   | Игры      | Голы      | Игры  | Голы  | Игры      | Голы      | Игры   | Голы   | Игры  | Голы  | Примечания |
| ---------------- | ---------------- | ---------------------- | --------- | --------- | ----- | ----- | --------- | --------- | ------ | ------ | ----- | ----- | ---------- |
| Персеполис       | 1995/96          | Лига Азадеган          | 30        | 4         |       |       |           |           |        |        | 30    | 4     | [ 3 ]      |
| Персеполис       | 1996/97          | Лига Азадеган          | 31        | 5         |       |       |           |           |        |        | 31    | 5     | [ 3 ]      |
| Персеполис       | 1997/98          | Лига Азадеган          | 28        | 4         |       |       |           |           |        |        | 28    | 4     | [ 3 ]      |
| Персеполис       | Итого            | Итого                  | 89        | 13        | 0     | 0     | 0         | 0         | 0      | 0      | 89    | 13    | -          |
| Штурм            | 1998/99          | Австрийская Бундеслига | 17        | 0         | 2     | 1     | 3         | 0         | 1      | 0      | 23    | 1     | [ 8 ]      |
| Штурм            | 1999/00          | Австрийская Бундеслига | 23        | 0         | 0     | 0     | 5         | 0         |        |        | 28    | 0     | [ 8 ]      |
| Штурм            | 2000/01          | Австрийская Бундеслига | 27        | 1         | 0     | 0     | 13        | 0         |        |        | 40    | 1     | [ 8 ]      |
| Штурм            | Итого            | Итого                  | 67        | 1         | 2     | 1     | 21        | 0         | 1      | 0      | 91    | 2     | -          |
| Шарлеруа         | 2001/02          | Лига Жюпилер           | 2         | 0         | 0     | 0     | —         | —         |        |        | 2     | 0     |            |
| Персеполис       | 2002/03          | Про-лига               | 8         | 0         |       |       |           |           |        |        | 8     | 0     | [ 3 ]      |
| Персеполис       | 2003/04          | Про-лига               | 11        | 0         |       |       | —         | —         |        |        | 11    | 0     | [ 3 ]      |
| Персеполис       | Итого            | Итого                  | 19        | 0         | 0     | 0     | 0         | 0         | 0      | 0      | 19    | 0     | -          |
| Сепахан          | 2004/05          | Про-лига               | 19        | 0         |       |       | —         | —         |        |        | 19    | 0     | [ 3 ]      |
| Всего за карьеру | Всего за карьеру | Всего за карьеру       | 196       | 14        | 2     | 1     | 21        | 0         | 1      | 0      | 220   | 15    | -          |

## Достижения
«Персеполис»
- Чемпион Ирана: 1995/96, 1996/97, 2001/02

«Штурм»
- Чемпион Австрии: 1998/99
- Обладатель Кубка Австрии: 1998/99
- Обладатель Суперкубка Австрии: 1998, 1999